# Marathon de la Côte d'Amour
Le marathon de la Côte d'Amour, officiellement nommé Marathon international de la Côte d'Amour Amarris pour des raisons de parrainage, est une course sur route de 42,195 km se déroulant sur la presqu'île du Croisic et la baie du Pouliguen, en Loire-Atlantique.
Cette course, créée en 2003, a lieu chaque année en octobre jusqu'en 2010. En 2024, la course est relancée et prend place toujours en octobre. Elle s'accompagne le même week-end d'un semi-marathon, d'un 10 km et d'un 5 km notamment.

## Histoire
La première édition du marathon a eu lieu le dimanche 5 octobre 2003 et compte 1 145 arrivants pour 1 300 partants. L'Association du marathon de la Côte d'Amour est créée à cette occasion et regroupe des représentants des communes organisatrices : Le Croisic, Batz, Le Pouliguen, La Baule, Pornichet et Guérande, l'Office intercommunal des sports de la Presqu'île et le club d'athlétisme Courir à La Baule. 500 bénévoles, fédérés par l'Office intercommunal des sports, participent au bon déroulement du marathon. L'association Courir à La Baule gère le départ et l'arrivée de la course, ainsi que la logistique et l'organisation.
Le marathon de la Côte d'Amour est organisé chaque année pendant huit ans, jusqu'en 2010, rassemblant près de 2 000 coureurs au départ. L'association Courir à La Baule se désengage ensuite de l'organisation du marathon en raison de l'intransigeance de la mairie du Croisic qui voulait garder le départ, alors que les organisateurs souhaitaient faire varier le circuit et déplacer le départ à Guérande.
Désirant relancer le marathon de la Côte d'Amour, le club d'athlétisme PGAC (Presqu'île Guérandaise Athlétic Club) et l'entreprise OC Sport Outdoor, organisateur d'événements sportifs dont le marathon de Nantes, s'associent en 2023. Les deux organisations dessinent différents parcours pour le marathon mais aussi un semi-marathon et dans Guérande un 10 km, un 5 km et une course pour enfant. En 2024, pour la première édition de la nouvelle formule du marathon, les places sont prises d'assaut avec 12 500 coureurs inscrits au total pour l'ensemble des épreuves dont 5 000 pour le marathon et 4 000 pour le semi.

## Parcours

### Format historique

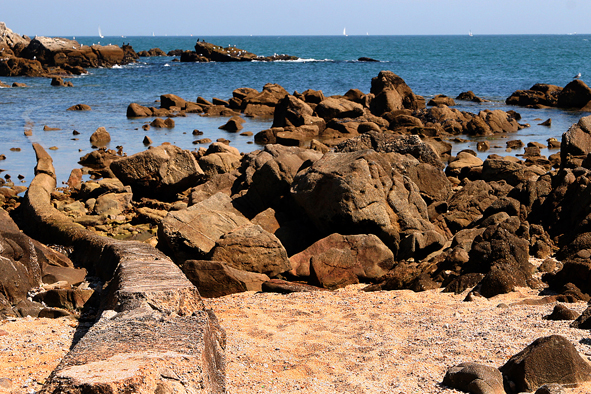
Les concurrents longent la Côte Sauvage.

Le départ est donné dans le bourg du Croisic, à proximité du port de pêche.
Les concurrents parcourent ensuite la presqu'île guérandaise, longeant notamment une partie de la côte sauvage sur les communes du Croisic et de Batz-sur-Mer.
Ils s'aventurent alors dans les marais salants, traversent le village médiéval de Kervalet (commune de Batz-sur-Mer), rejoignent le port de plaisance du Pouliguen.

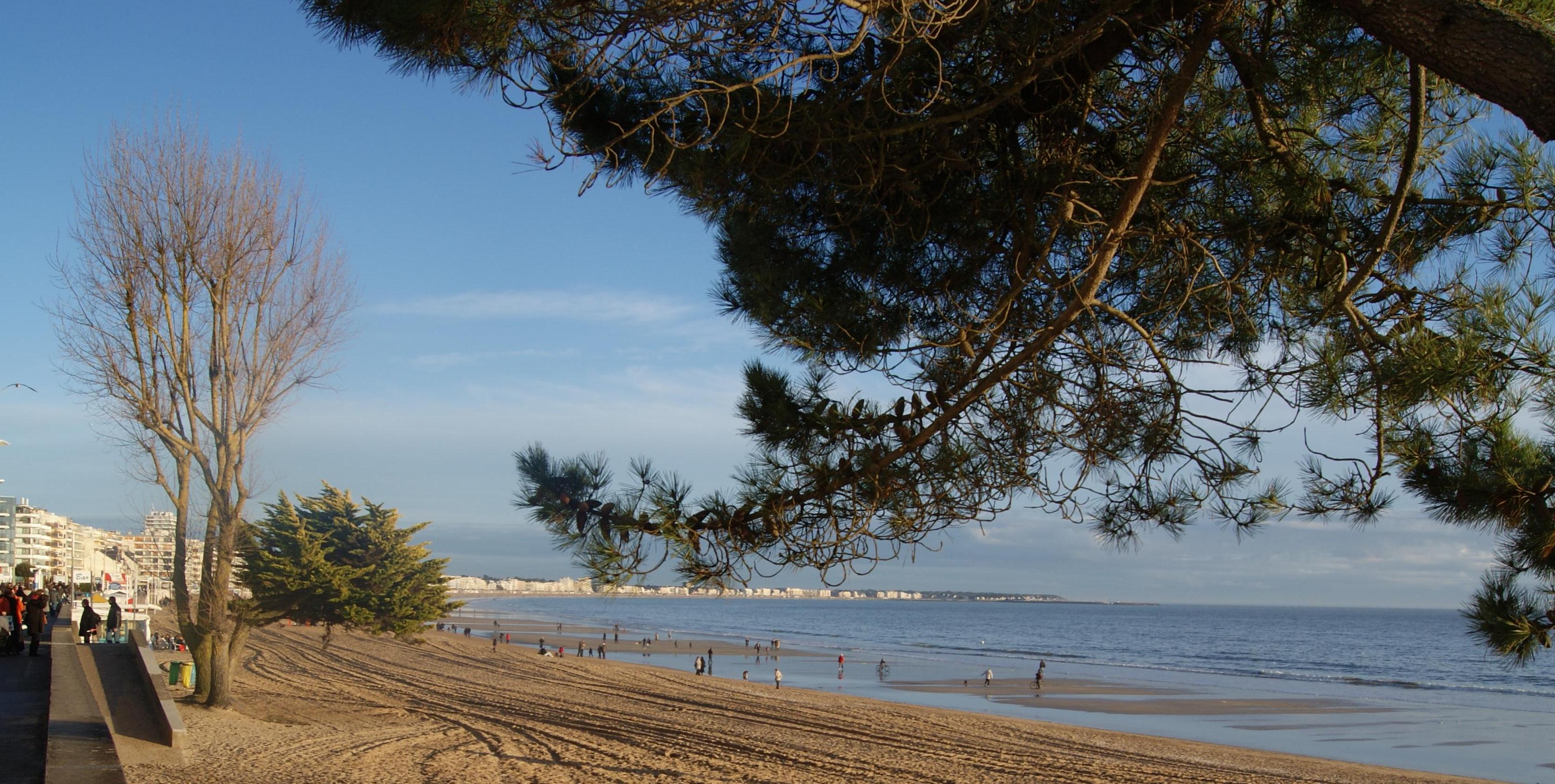
Le front de mer (La Baule-Pornichet).

Enfin, ils achèvent leur périple en parcourant les 7,5 km du remblai de La Baule, depuis la plage Benoît jusqu'à l'arrivée, place des Océanides à Pornichet.

### Nouveau format
Le nouveau tracé du marathon pour sa relance en 2024 prévoit une boucle au départ du remblai de La Baule. Les coureurs traversent Le Pouliguen puis les marais salants, vont jusqu'au Croisic puis reviennent par Batz-sur-Mer et Le Pouliguen en longeant la Côte sauvage. Le parcours a moins de 100 mètres de dénivelé positif.

## Palmarès
| Date                               | Vainqueur (Homme) | Pays    | Temps           | Vainqueur (Femme)  | Pays    | Temps           | Arrivants |
| ---------------------------------- | ----------------- | ------- | --------------- | ------------------ | ------- | --------------- | --------- |
| 2024                               | Adrian Piticco    | France  | 2 h 19 min 20 s | Corinne Herbreteau | France  | 2 h 46 min 51 s | 4 290     |
| Pas de marathon entre 2011 et 2023 |                   |         |                 |                    |         |                 |           |
| 2010                               | Julien Bartoli    | France  | 2 h 30 min 17 s | Stéphanie Briand   | France  | 2 h 45 min 9 s  | 887       |
| 2009                               | Morris Ngorege    | Kenya   | 2 h 32 min 56 s | Réjane Hemery      | France  | 3 h 16 min 38 s | 966       |
| 2008                               | Andrei Gladichev  | Ukraine | 2 h 30 min 12 s | Stéphanie Briand   | France  | 2 h 43 min 46 s | 1 129     |
| 2007                               | Habib Mosbah      | Algérie | 2 h 24 min 15 s | Joanna Chmiel      | Pologne | 2 h 46 min 5 s  | 1 095     |
| 2006                               | Andrei Gladichev  | Ukraine | 2 h 30 min 40 s | Stéphanie Briand   | France  | 2 h 49 min 20 s | 1 194     |
| 2005                               | Cédric Bellaud    | France  | 2 h 25 min 15 s | Murielle Brionne   | France  | 2 h 52 min 10 s | 1 282     |
| 2004                               | David Coyat       | France  | 2 h 37 min 46 s | Nicole Volard      | France  | 2 h 49 min 42 s | 1 507     |
| 2003                               | Pascal Fétizon    | France  | 2 h 20 min 23 s | Nicole Volard      | France  | 2 h 56 min 13 s | 1 145     |